# Хвалімеж (Нижньосілезьке воєводство)
Хвалімеж (пол. Chwalimierz, нім. Frankenthal) — село в Польщі, у гміні Шрода-Шльонська Сьредського повіту Нижньосілезького воєводства.
Населення — 341 особа (2011).
У 1975—1998 роках село належало до Вроцлавського воєводства.

## Демографія
Демографічна структура станом на 31 березня 2011 року:
|          | Загалом | Допрацездатний вік | Працездатний вік | Постпрацездатний вік |
| -------- | ------- | ------------------ | ---------------- | -------------------- |
| Чоловіки | 170     | 34                 | 121              | 15                   |
| Жінки    | 171     | 36                 | 97               | 38                   |
| Разом    | 341     | 70                 | 218              | 53                   |